# Jacques Girard
Jacques Girard est un acteur québécois né à Québec.

## Biographie
Comédien, auteur et metteur-en-scène; Jacques Girard étudie l'interprétation au Conservatoire d'art dramatique de Québec.  En 1976, en compagnie de cinq autres finissants du conservatoire, il est un des cofondateurs du Théâtre de la Bordée, pour lequel il participe à de nombreuses créations collectives.  Parmi celles-ci, Les Vol-o-vent, spectacle inaugural de La Bordée qui remporte un réel succès et est fréquemment reprise, Roméo et Julien, une exploration ludique de l'identité masculine qu'il coécrit et interprète avec Reynald Robinson et En pleine nuit une sirène, qu'il cosigne et interprète avec Robert Lepage. 
En dehors de la Bordée, il participe à plus d'une quarantaine de productions théâtrales.  Bien qu'il ait travaillé occasionnellement dans un registre dramatique, c'est surtout dans le domaine de la comédie qu'il s'illustre avec notamment Le Bourgeois gentilhomme et L'avare de Molière, Art de Yasmina Reza, Ténor demandé de Ken Ludwig (en) ou la comédie musicale My Fair Lady.  Comme metteur-en-scène, il travaille fréquemment avec la comédienne Pierrette Robitaille qu'il dirige dans deux spectacles solos : la pièce Shirley Valentine de Willy Russell et le spectacle semi-autobiographique Pierrette est enchantée. 
À la télévision, son rôle le plus important est celui d'un détective dans la série Chabotte et fille, tournée dans la ville de Québec et diffusée entre 2009 et 2012. Il joue également dans les télé-séries 3X Rien, 30 vies et Asbestos.  Au cinéma, il tient un rôle de premier plan dans la comédie Nuit de noces, réalisée par Émile Gaudreault.

## Filmographie
- 1983 : Au clair de la Lune : guilleur
- 1985 : Le Village de Nathalie (série télévisée) : Gros-Bon-Sens
- 1986-1996 Avec un grand A: L'amour interdit (1991)
- 1992 : Coyote : dragueur Bar Fly
- 1994 : Mouvements du désir : homme de 40 ans
- 1995 : Liste noire : homme journaliste
- 1996 : Le Retour (série télévisée) : André
- 1997 : Lapoisse et Jobard (série télévisée)
- 2001 : Nuit de noces d'Émile Gaudreault : Gaston
- 2002 : Asbestos : Armand Comtois
- 2002 : Watatatow (série télévisée) : Normand Paré
- 2003 : 3X Rien (série télévisée) : Jocelyn, le père de Jean-François
- 2004 : Premier juillet, le film : Paolo
- 2004 : Ma vie en cinémascope : arbitre à la lutte
- 2004 : Les Bougon (série télévisée) : employé au service à la clientèle (s01e13)
- 2005 : These Girls : professeur
- 2009 : Chabotte et fille : Jean-Jacques Chabotte
- 2016 - 2017 : District 31 : André Juneau, entrepreneur (10 épisodes)
- 2018 - : Discussions avec mes parents : Roch Garneau